# Dendrobium cuthbertsonii
Dendrobium cuthbertsonii är en orkidéart som beskrevs av Ferdinand von Mueller. Dendrobium cuthbertsonii ingår i släktet Dendrobium, och familjen orkidéer. Inga underarter finns listade i Catalogue of Life.

## Bildgalleri

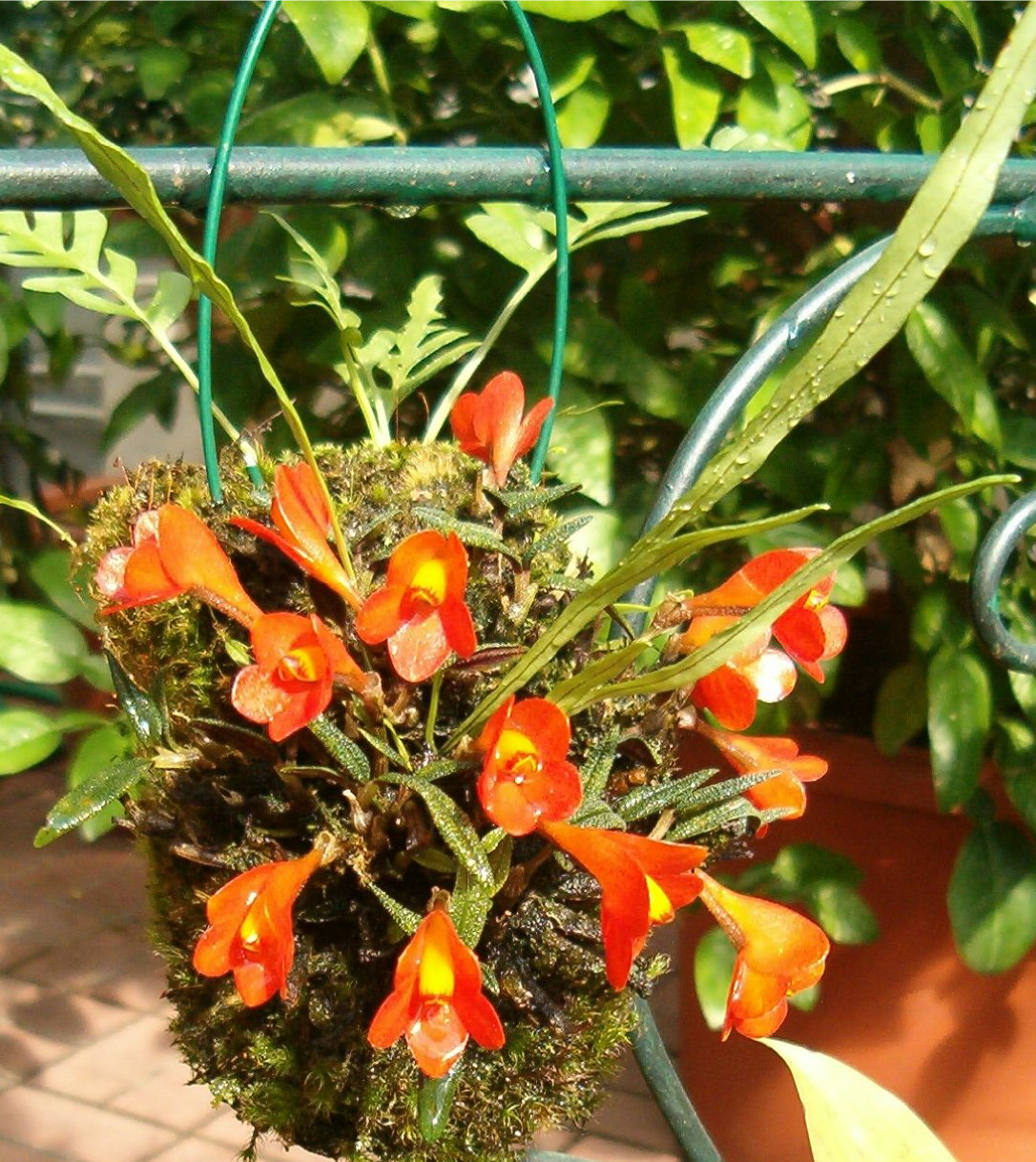
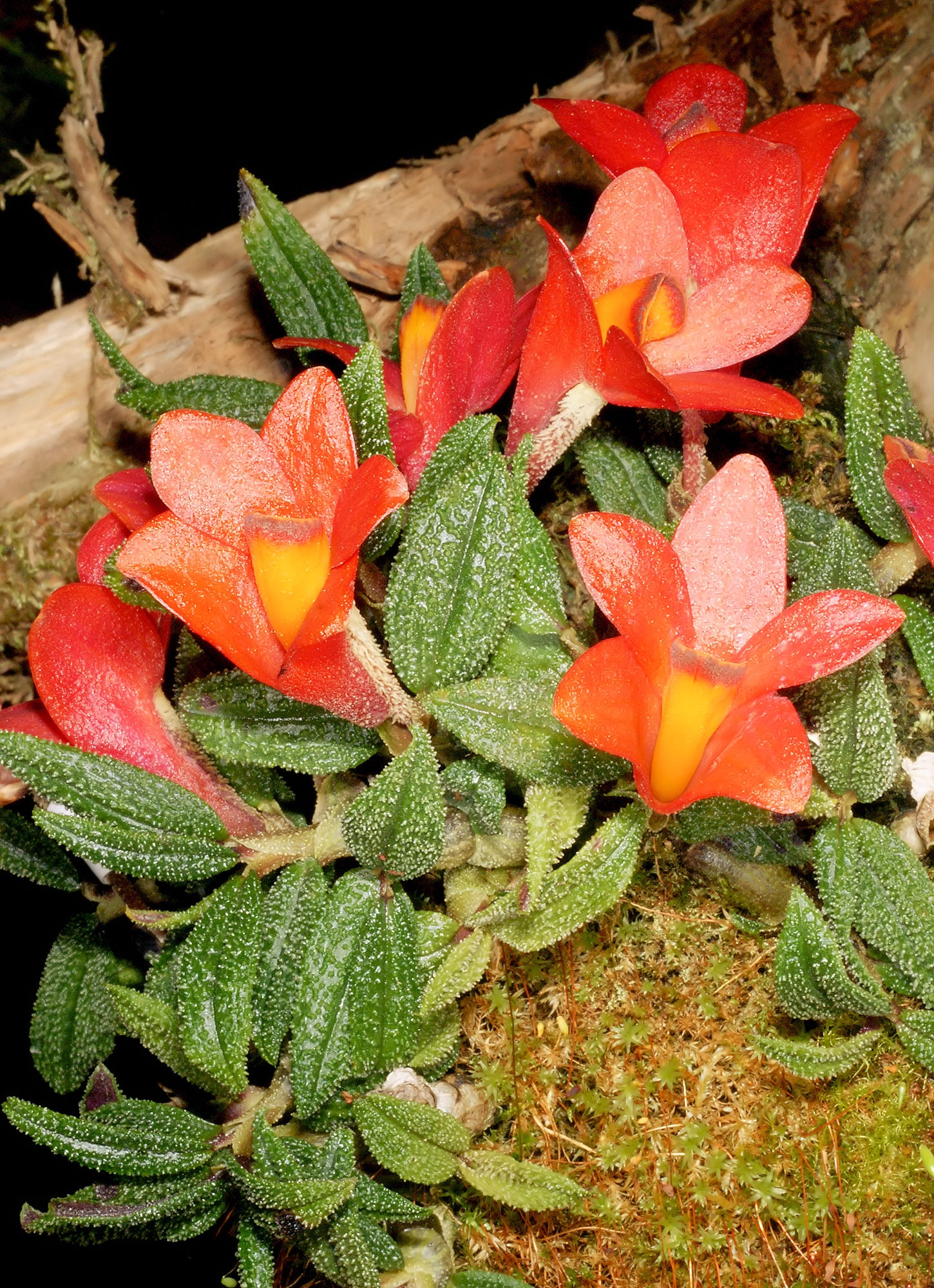
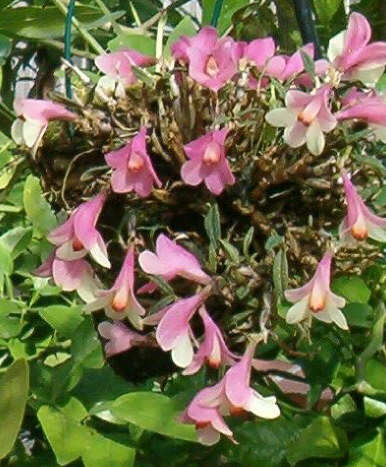
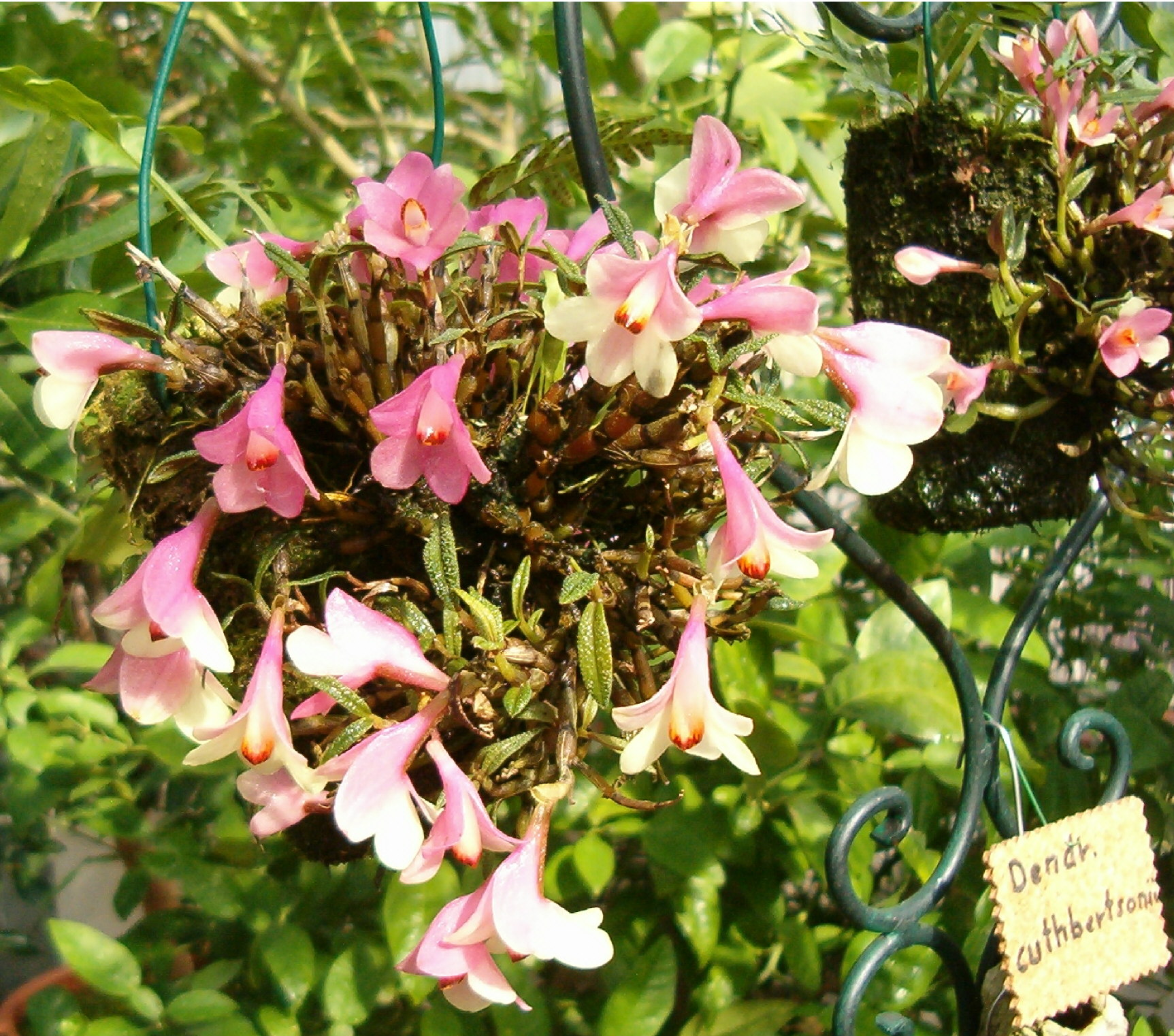
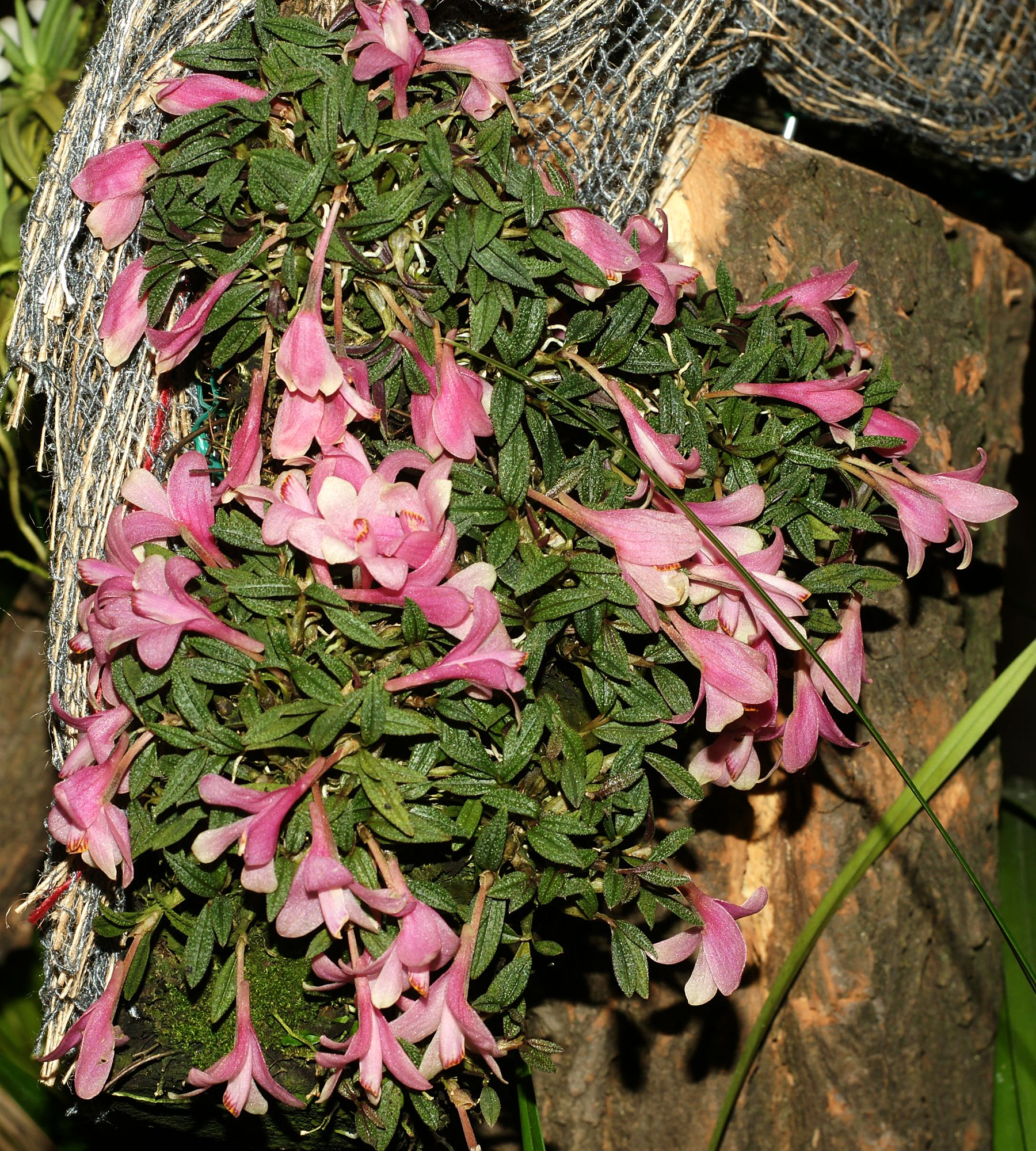
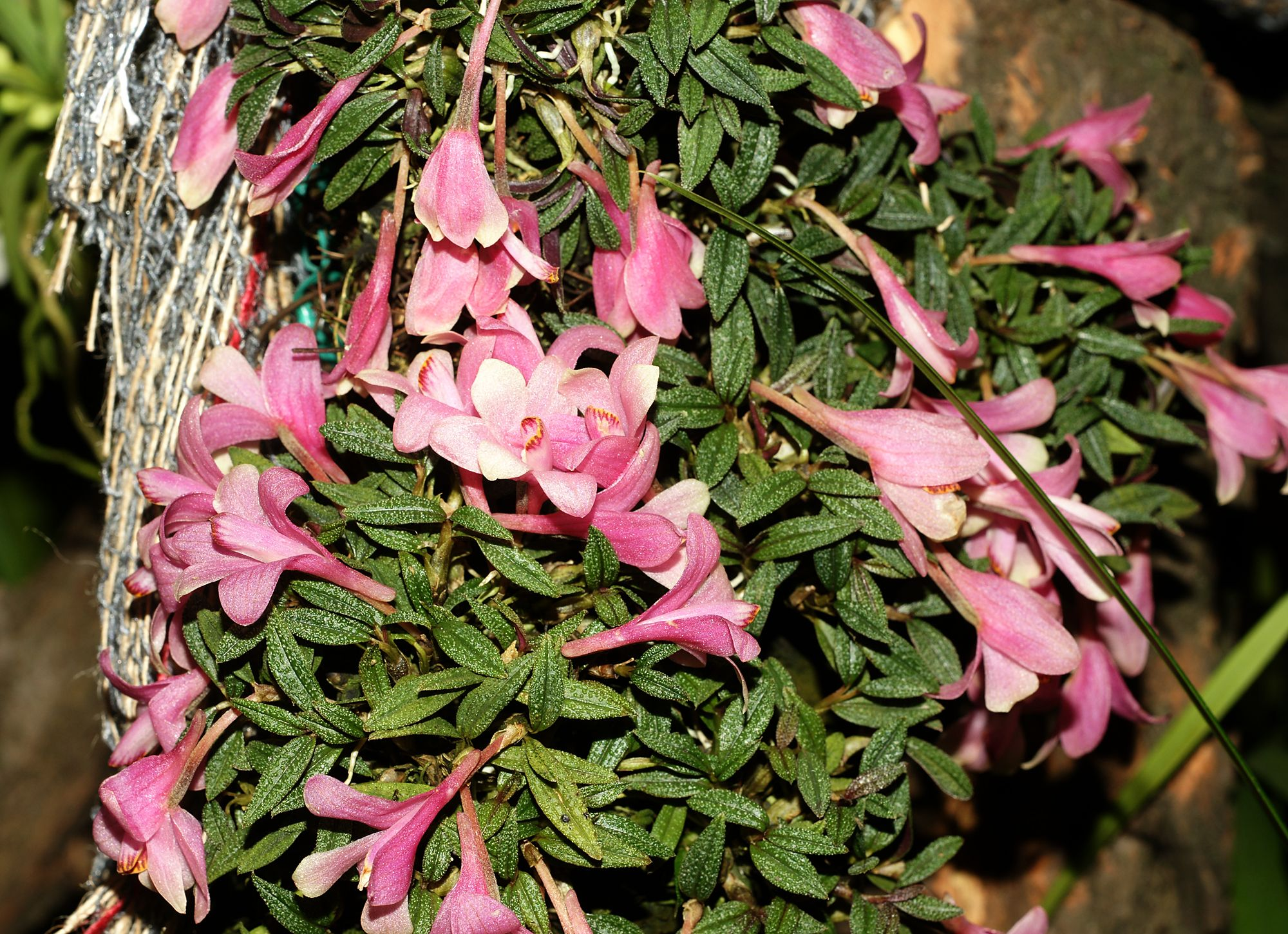